# Sex & Religion
Sex & Religion è il terzo album del chitarrista Steve Vai, pubblicato nel 1993 dalla Epic Records.
Il suo titolo, inizialmente Vai e prima ancora Light Without Heat, è stato soggetto a cambiamento per questioni legate ai diritti d'autore.
Nel disco compare alla voce Devin Townsend, cantante e chitarrista di Strapping Young Lad e The Devin Townsend Band, prima che cominciasse a lavorare con queste band. Townsend ha anche partecipato alla scrittura del brano Pig. Steve ha inoltre lavorato con Desmond Child al brano In My Dreams with You. Per questo album, Steve intendeva mettere assieme una band di musicisti particolarmente ispirati, tra cui se stesso, Townsend, il batterista Terry Bozzio e il bassista T.M.Stevens, ma finì con l'occuparsi singolarmente delle fasi di composizione e registrazione, che si suppone essere un'attività condivisa tra i vari membri di una band, causando così diversi conflitti durante la realizzazione dell'album.
La band che ha preso parte alla registrazione dell'album non ha mai partecipato al relativo tour, proprio per via di conflitti sorti durante la fase di registrazione. In ogni caso, una volta terminato il tour dell'album, la band si scioglie e Steve proseguirà i tour con Townsend e svariati turnisti al basso e alla batteria.
Il disco si distanzia notevolmente dallo stile del precedente, poiché il virtuosismo viene messo in secondo piano in favore di un rock cantato e più appetibile alle masse ma che presenta comunque incursioni dello stile tipico del chitarrista.

## Tracce
Tutte le tracce scritte da Steve Vai, eccetto dove indicato.
1. An Earth Dweller's Return - 1:03
2. Here & Now - 4:47
3. In My Dreams With You (Steve Vai, Desmond Child, Roger Greenawalt) - 5:00
4. Still My Bleeding Heart - 6:00
5. Sex & Religion - 4:24
6. Dirty Black Hole - 4:27
7. Touching Toungues - 4:33
8. State Of Grace - 1:41
9. Survive - 4:44
10. Pig (Steve Vai, Devin Townsend) - 3:36
11. The Road To The Mt. Calvary - 2:35
12. Down Deep Into The Pain - 8:01
13. Rescue Me Or Bury Me - 8:25

## Formazione
- Steve Vai - chitarra, voce
- Devin Townsend - voce
- T.M. Stevens - basso
- Terry Bozzio - batteria

### Altri musicisti
- Kane Roberts - cori